# Archangelo de' Bianchi

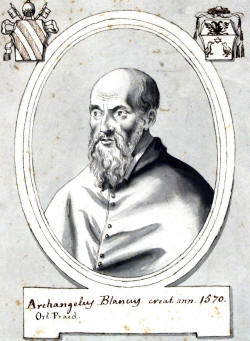
Archangelo de' Bianchi

Archangelo de' Bianchi O.P. (Gambolo bij Vigevano, Italië 4 oktober 1516 – Rome 18 januari 1580) was een van de kardinalen van de Rooms-Katholieke Kerk. Hij was bisschop van Teano en verd later toegevoegd aan de Romeinse Curie als prefect voor de Indexcongregatie.    
Op 17 mei 1570 werd hij door paus Pius V benoemd tot kardinaal.